# Jailbreak
Jailbreak – szósty studyjny album irlandzkiej grupy Thin Lizzy. Został wydany 26 marca 1976 roku przez wytwórnię płytową Mercury Records. Producentem krążka jest John Alcock. Materiał zarejestrowano w Londynie, między grudniem 1975 a styczniem 1976. Całość trwa 35 minut i 52 sekundy. Na płycie znajduje się 9 rockowych utworów. Największy sukces osiągnęły dwa single, "The Boys Are Back in Town" i tytułowy "Jailbreak". Krążek promował również utwór "Cowboy Song". Album został pozytywnie oceniony, dostał m.in. notę 5/5 od AllMusic oraz 4/5 od Rolling Stone.

## Lista utworów
| 1. | "Jailbreak" (Lynott)                          | 4:01  |
|    |                                               |       |
| 2. | "Angel from the Coast" (Lynott, Robertson)    | 3:03  |
|    |                                               |       |
| 3. | "Running Back" (Lynott)                       | 3:13  |
|    |                                               |       |
| 4. | "Romeo and the Lonely Girl" (Lynott)          | 3:55  |
|    |                                               |       |
| 5. | "Warriors" (Gorham, Lynott)                   | 4:09  |
|    |                                               |       |
| 6. | "The Boys Are Back in Town" (Lynott)          | 4:27  |
|    |                                               |       |
| 7. | "Fight or Fall" (Lynott)                      | 3:45  |
|    |                                               |       |
| 8. | "Cowboy Song" (Downey, Lynott)                | 5:16  |
|    |                                               |       |
| 9. | "Emerald" (Downey, Gorham, Lynott, Robertson) | 4:03  |
|    |                                               |       |
|    |                                               | 35:52 |
|    |                                               |       |

## Twórcy
- Brian Downey – perkusja
- Scott Gorham – gitara
- Phil Lynott – wokal, bass i gitara akustyczna
- Brian Robertson – gitara
- John Alcock – produkcja